# إعادة الطبيعة البرية (علم الحماية الحيوية)

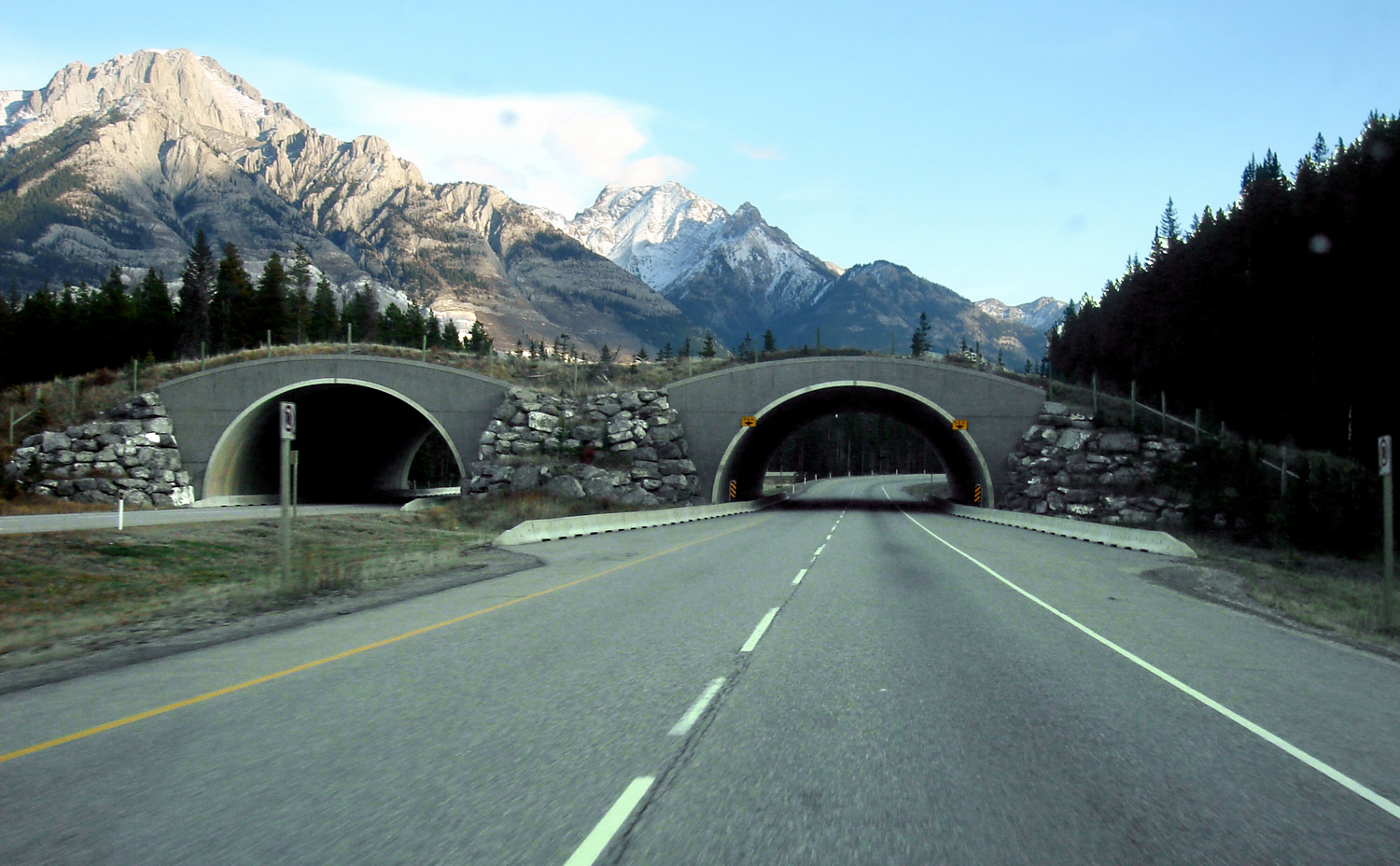

إعادة الطبيعة البرية هي عملية حماية على نطاق واسع تهدف إلى ترميم العمليات الطبيعية والمناطق البرية الرئيسة وحمايتها، إذ توفر الاتصال بين تلك المناطق، وتحمي المفترسات العلوية والأنواع الرئيسة أو تعيد إدخالها. من الممكن أن تتطلب مشاريع إعادة الطبيعة البرية ترميماً بيئياً أو هندسة برية، خصوصاً عند ترميم الاتصال بين المناطق المحمية المُجزأة، وإعادة إدخال أصناف المُفترسات والأنواع الرئيسة إلى الأماكن التي اجتُثت منها.
الهدف النهائي من جهود إعادة الحياة البرية هو خلق أنظمة بيئية تتطلب إدارة سلبية عن طريق وضع حد للسيطرة البشرية على الأنظمة البيئية. يجب أن تكون لمشاريع إعادة الطبيعة البرية الناجحة على المدى الطويل إدارة بيئية معتمدة بشكل بسيط أو غير معتمدة على البشر، مثلما تخلق إعادة إدخال الأنواع الرئيسة الناجحة نظاماً بيئياً مستقراً ذا رقابة واستدامة ذاتية مع مستويات من التنوع البيئي تقارب ما كان عليه الحال قبل وجود الإنسان.

## الأصل
صاغ عبارة إعادة الطبيعة البرية المحافظُ الناشط ديف فورمان، وهو أحد مؤسسي مجموعة الأرض أولاً، وساعد على تأسيس كل من مشروع (وايلدلاندز نيت ورك) ومعهد إعادة الطبيعة البرية. استُخدم المصطلح مطبوعاً لأول مرة عام 1990 وأعاد صقله عالما البيئة المُحافظان ميشيل سولي وريد نوس عندما نُشر بشكل ورقي عام 1998. وفقاً لسولي ونوس، إعادة الطبيعة البرية نظرية حماية تعتمد على «المناطق الرئيسة ومحميات الحياة البرية والحيوانات اللاحمة». طُورت المبادئ الخاصة بالمناطق الرئيسة بشكل أكبر عام 1999. كتب ديف فورمان لاحقاً أول تفسير كامل لإعادة الطبيعة البرية باعتبارها إستراتيجية لحماية البيئة.
مؤخراً، قدمت عالمة الأنثروبولوجيا (أصل الإنسان) ليلى عبد الرحيم تعريفاً جديداً لإعادة الطبيعة البرية وهو: «إعادة الطبيعة البرية هي موضوع تراكمي عن التنوع والحركة والفوضى، بينما البرية هي صفة تشير إلى العلاقات البيئية الاجتماعية». وفقاً لها، لأن الحضارة مجال ينمو باستمرار إذ استعمرت الأرض بالكامل وهددت الحياة على سطح الأرض. لذلك يمكن لإعادة الطبيعة البرية أن تبدأ بثورة في الأنثروبولوجيا تُصنِّف الإنسان على أنه مفترِس.

## التاريخ
طُورت إعادة الطبيعة البرية على أنها طريقة لحفظ الأنظمة البيئية الفاعلة وتقليل الخسارة في التنوع الحيوي، ودمج البحث في الجغرافية البيئية للجزر والدور البيئي للحيوانات اللاحمة الكبيرة. عام 1967، أكدت نظرية الجغرافية البيئية للجزر التي وضعها روبرت آرثر وإدوارد أوسبورن ويلسون على أهمية أخذ حجم مناطق حماية الحياة البرية وعزلتها بعين الاعتبار. عام 1987، أضافت دراسة ويليام دي نيومارك عن الانقراض في الحدائق الوطنية في شمال أميركا الكثير إلى النظرية. كثفت المنشورات الجدالات حول طرق الحماية. مع إنشاء جمعية بيولوجيا حماية البيئة عام 1985، بدأ اختصاصيو حماية البيئة بالتركيز على تقليل خسارة المواطن الطبيعية.

## العوامل المطلوبة لإعادة طبيعة برية ناجحة
إعادة الطبيعة البرية أمر مهم على اليابسة لكن على الأرجح هو أكثر أهمية في مكان التقاء اليابسة بالماء. إزالة السدود هي الخطوة الأولى من بين العديد من الخطوات في عملية إعادة الطبيعة البرية في الأنظمة البيئية النهرية. على أي حال، يجب مواجهة بعض المشاكل قبل إزالة السدود وأثناءها وبعدها. يجب التحكم في المشاكل -الناتجة عن الرواسب التي تراكمت وانجرفت مالئةً قاع البيض (وهو سطح صلب تحت الماء تضع فيه الأسماك بيوضها)- وتوجيهها، ثم منع كل أشكال قطع الأشجار قرب ضفاف الأنهار؛ لأن ذلك يرفع درجة حرارة المياه، وإيقاف التصريفات الصناعية لأسباب واضحة. في أكثر من 90 موقعاً لسدود مختلفة، أُكد أنه بعد بناء السد يتعافى النظام البيئي. على أي حال، ستتباطأ العملية في النهاية، وتتوقف أو تتراجع في بعض الحالات. يحدث هذا غالباً بسبب التلوث الكيميائي والضوئي والضوضائي البشري؛ إذ تجذب المسطحات المائية الكبيرة النشاط البشري. يكتب نيميك قائلاً: «وجد الباحثون أن عدد الأصناف في أي بيئة مُختارة انخفض بنسبة 50%. أخيراً، يجب أن تُقدَّم المصادر الغذائية للحيوانات والأسماك الأصلية  لتحسين استدامة الأصناف الأصلية على المدى الطويل والقضاء على إدخال الأنواع الغازية أو تخفيضه.

## الأصناف الرئيسة
القندس هو أهم العناصر في أي بيئة نهرية. أولاً، تخلق السدود التي يصنعها أنظمةً بيئية مصغرة يمكن أن تُستخدم كقاع لبيض السلمون وجمع الفقاريات لتغذية صغاره. تخلق السدود التي يبنيها القندس أرضاً رطبة لحياة النباتات والحشرات والطيور. تُعتبر أشجار معينة كالنغت والقضبان والحور والصفصاف مهمةً لحمية القنادس الغذائية، ويجب تشجيع نموها في المناطق التي تصلها هذه الحيوانات. بالنسبة للبذور، يمكن للطيور أن تتكفل بالباقي. لهذه الحيوانات تأثير هائل؛ لأنها تخلق أنظمة بيئية لديها القدرة على التوسع بشكل كبير.

## مشاريع إعادة طبيعة برية رئيسة
دمجت بعض الحركات الشعبية وبعض المنظمات العالمية الرئيسة في حماية البيئة إعادة الطبيعة البرية في مشاريع لحماية مناطق برية أساسية واسعة النطاق وترميمها، والممرات بينها، والمفترسات الكبيرة، والحيوانات اللاحمة، والأصناف الرئيسة (أصناف ذات تفاعل قوي مع البيئة، مثل القندس والفيل). تتضمن المشاريع مبادرة (ييلوستون ويوكون) لحماية البيئة في أميركا الشمالية (وتُعرف باسم واي تو واي)، ومبادرة الحزام الأخضر الأوروبية التي أُسست على طول الستار الحديدي السابق، ومشاريع عابرة للحدود تتضمن المشاريع في جنوب أفريقيا التي تمولها منظمة حدائق السلام، ومشاريع حماية المجتمع مثل محميات الحياة البرية في في ناميبيا وكينيا، ومشاريع تدور حول الترميم البيئي، من ضمنها مشروع غوندوانا لينك (بالإنجليزية: Gondwana Link)، وإعادة زرع شجيرات أصلية في منطقة للتوطين المكثف في جنوب غرب أستراليا، ومنطقة دو كونزيرفاسيون غواناكاست (بالفرنسية: Area de Conservacion Guanacaste)، وترميم الغابة الاستوائية الجافة والغابة المطرية في كوستاريكا. تدعو منظمة الحياة البرية الأوروبية، التي تأسست عام 2008، إلى تأسيس المركز الأوروبي للتنوع الحيوي على الحدود الألمانية النمساوية التشيكية.
في شمال أميركا، يهدف مشروع رئيس آخر إلى ترميم السهوب العشبية للسهول الكبرى. تُعيد منظمة السهوب الأميركية إدخال أبقار البيسون للأراضي الخاصة في منطقة ميزوري بريكس في شمال وسط ولاية مونتانا؛ بهدف إنشاء محمية سهبية أكبر من منتزه يلوستون الوطني. أدت إزالة السدود إلى ترميم العديد من الأنظمة النهرية في شمال غرب المحيط الهادئ. تم هذا من خلال جهود لاستعادة مجموعة من سمك السلمون تحديداً، ولكن مع أخذ أصناف أخرى بعين الاعتبار. «تقدم إزالة السدود هذه أفضل مثال عن المعالجة البيئية على نطاق واسع في القرن الواحد العشرين. على أي حال، حدث هذا الترميم اعتماداً على حالات منفردة دون خطة شاملة. كانت النتيجة هي تفعيل جهود إعادة التأهيل المستمرة في أربعة أحواض نهرية مختلفة وهي: إيلوا والسلمون الأبيض في واشنطن، وساندي وروغ (بالإنجليزية: Sandy and Rogue) في أوريغون.
تشكلت منظمةٌ تُدعى إعادة الطبيعة البرية -في أستراليا- تهدف إلى إعادة حيوانات جرابية عديدة وحيوانات أسترالية أخرى أُبعدت من البر الرئيس كالدصيور الشرقي وشيطان تسمانيا.